# Головна українська рада
Головна Українська Рада (ГУР) — міжпартійна організація, утворена 1 серпня 1914 року у Львові. Її засновниками були Українські національно-демократична, радикальна, соціал-демократична партії. Координаційний центр захисту інтересів українців Австро-Угорщини (голова — Кость Левицький, заступник — Михайло Павлик і Микола Ганкевич).
Програма Головної Української Ради передбачала такі основні завдання: вироблення загального напряму української політики, вирішення національно-політичних справ у зв'язку з війною, виступ у ролі єдиного політичного представника галицьких українців на міжнародному рівні, формування національного війська. Головною політичною вимогою організації було виборення державної самостійності України.
Головна Українська Рада зверталася до уряду Австро-Угорщини, керівних органів Галичини з петиціями, у яких обстоювала інтереси українського народу, зносилася з представниками центральних держав, привертаючи увагу до українського питання як одного з найактуальніших для європейської політики.
3 серпня 1914 року ГУР закликала українців до підтримки Австро-Угорщини в Першій Світовій війні, убачаючи в Російській імперії найбільшу загрозу українському національному руху. З Маніфесту Головної Української Ради:

| Війни хоче цар російський, самодержавний володар імперії, яка є історичним ворогом України. Царі російські зломили Переяславський договір, яким вони обов'язалися були — шанувати самостійність України,— і поневолили вільну Україну. Царська імперія протягом трьох століть веде політику, яка має за ціль відобрати поневоленій Україні національну душу і зробити український нарід частею російського народу. Царський уряд відобрав українському народови його найсвятійше право,— право рідної мови. В царській Росії нинішного дня найбільше поневолений — український нарід … Побіда австро-угорської монархії буде нашою побідою. І чим більше буде пораженнє Росії, тим швидше вибє година визволення України»[2]. |
З огляду на це, можна стверджувати, що ГУР значною мірою поділяла погляди Союзу Визволення України, який майже в той же час також закликав виступити на боці австрійців проти Росії.
4 серпня 1914 Рада ухвалила рішення про створення з добровольців української військової організації, що одержала назву Українських січових стрільців.
На початку вересня 1914 у зв'язку з наступом російських військ Головна Українська Рада перебралася до Відня, де проіснувала до травня 1915, коли була перетворена на Загальну Українську Раду.